# التحررية (فلم)
التحررية (بالإنجليزية: Libertarias) هو دراما تاريخية أسبانية أنتج في العام 1996. كتب وأخرج من قبل فيسنتي اراندا. 
في العام 1936، ماريا (أرياندا جيل)، راهبة شابة تجند من قبل بيلر (آنا بيلين)، مقاتلة أنثوية، في إحدى الميليشيات اللاسلطوية خلال الحرب الأهلية. ماريا، بمساعدة سيدة كبيرة، تكتشف حقيقة الحرب والثورة.

## الملخص
في منتصف الثورة الأسبانية والحرب الأهلية الأسبانية في برشلونة، بيلر (آنا بيلين) وفلورين (فيكترويا أبريل) وإحدى بنات الليل سابقا (لوليس ليون) والراهبة السابقة ماريا (أندريا جيل) تطوعوا في إحدى الميليشيات اللاسلطوية. الفلم يبدأ بمقاطع لمقاتلي الطبقة العاملة يحرقون ويدمرون الرموز الدينية ويصرخون فلتسقط الرأسمالية وتعيش الثورة التحررية. 
بالحماس الثوري الذي كان يعم إسبانيا، بيلر وأصدقائها يجدون أنفسهم في مواجهة ضد عدم المساواة بين الجنسين المتجذر بعمق في الحرب ضد قوات القوميين، والفاشيين، والكاثوليك. كما أنهم يواجهون مقاومة من في المنظمة نفسها حيث تعمل إحدى الناشطات على إقناعهم بالبقاء والعمل في المعامل، وبعض الرجال يحاولون إقناعهم العودة للعمل كطهاة، ويريدون منعهم من التضحية في سبيل الثورة.

## وصلات خارجية
- التحررية على موقع IMDb (الإنجليزية)
- التحررية على موقع نتفليكس (الإنجليزية)
- التحررية على موقع ألو سيني (الفرنسية)
- التحررية على موقع Turner Classic Movies (الإنجليزية)
- التحررية على موقع أول موفي (الإنجليزية)
- التحررية على موقع فيلمافينيتي (الإسبانية)
- التحررية على موقع قاعدة بيانات الفيلم (الإنجليزية)
- التحررية على موقع ليتربوكسد (الإنجليزية)
- التحررية على موقع كينوبويسك (الروسية)

الفلم مترجم للغة الإنكليزية من غوغل